# Kôm Médinet Ghourob
Kôm Médinet Ghourob, ou Gourob (Mer-Our, Mr-wr en ancien égyptien), est un village qui se trouve à l'emplacement d'une ancienne ville du 21e nome de Haute-Égypte, le nome inférieur du Laurier rose. La ville est située à trois kilomètres au sud d'el-Lahoun et en bordure du désert.

## Histoire
| N36 · N23 | G36 · D21 | O49 |

| N36 · N23 | G36 · D21 | O49 |

Il ne reste que des ruines de l'ancienne cité, datant principalement des XVIIIe et XIXe dynasties, dont deux temples, l'un datant du règne de Thoutmôsis III. L'état de délabrement est dû à la réutilisation des matériaux par les villageois environnants.
Loat a fouillé des tombes de la Période prédynastique égyptienne (vers 3500 - 3000 AEC), et sur le site il y avait des habitations au début de la Période thinite (Brunton et Engelbach ont fouillé des tombes datées d'environ 3000 AEC). Des tombes ont également été trouvées datant de l'Ancien Empire et de la Première Période intermédiaire. Toutes les sépultures semblent correspondre aux paysans, généralement pauvres, de la région, n'ayant ni objets artistiques ni inscriptions ; on ne sait pas s'ils correspondent à une seule ville ou à plusieurs. De la fin de la Première Période intermédiaire à la Deuxième Période intermédiaire, le nombre de tombes est relativement faible. À partir du Moyen Empire, le nombre de tombes augmente, correspondant probablement à une ville assez grande.
Pendant le début de la XVIIIe dynastie, probablement sous le règne de Thoutmôsis III ou un peu avant, un palais est construit. Plus tard, le palais pris une certaine importance : en effet, la reine Tiyi, épouse d'Amenhotep III, a probablement résidé un certain temps dans ce palais car de très nombreux objets dont un buste de la reine ont été retrouvés. La ville et le palais ont conservé leur importance après la période amarnienne. Au moins une femme étrangère de Ramsès II (la reine Maâthornéferourê, fille d'un roi hittite) est mentionnée parmi les fragments de papyrus trouvés par Flinders Petrie.
À la fin de l'époque ramesside, le palais et la ville sont abandonnés. Des sépultures de la période ptolémaïque sont à nouveau retrouvées, mais de manière beaucoup plus limitée.